# ウィリアム・ウィンダム (財務長官)

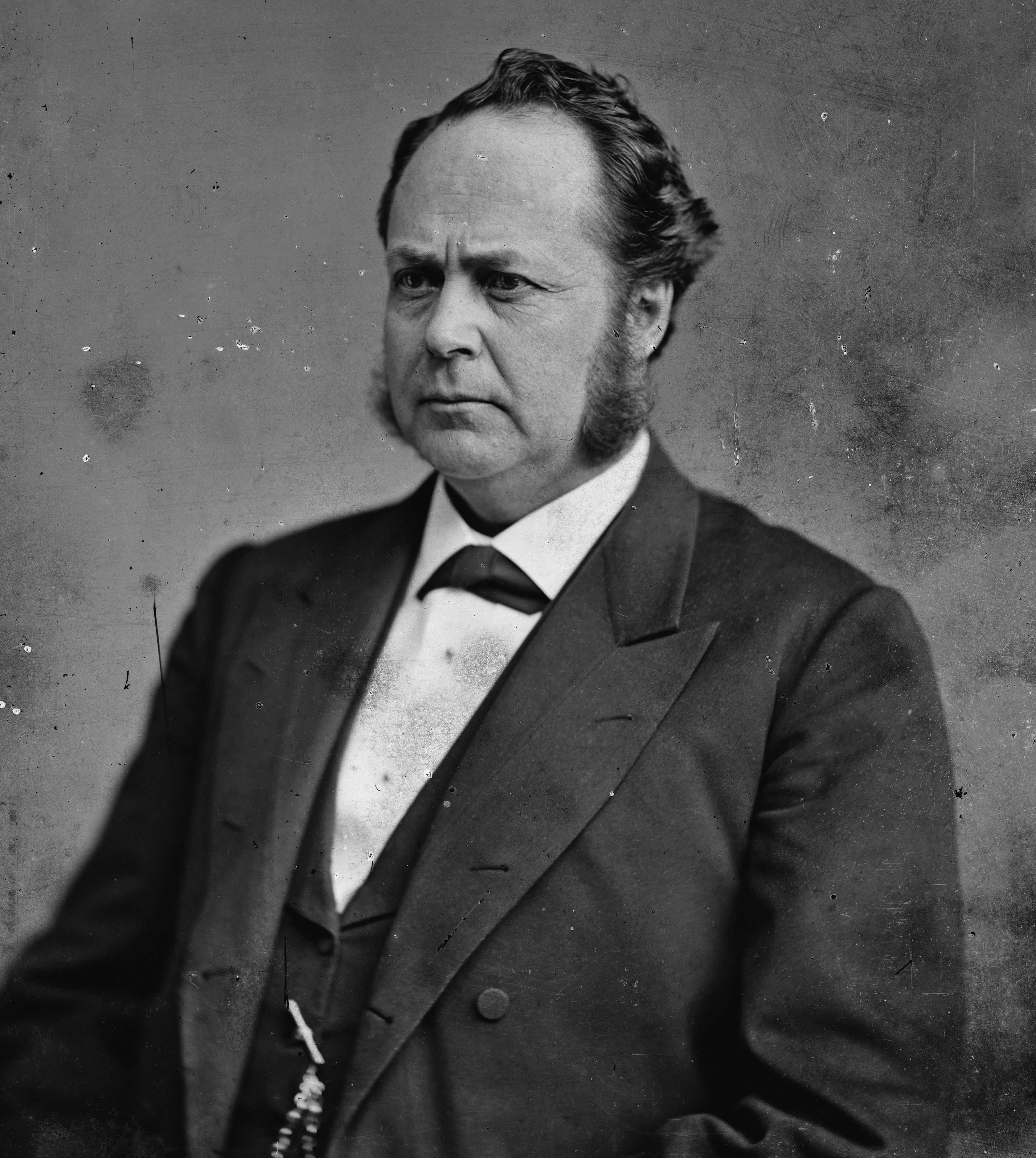
ウィリアム・ウィンダム

ウィリアム・ウィンダム（William Windom, 1827年5月10日 - 1891年1月29日）は、アメリカ合衆国の政治家。ミネソタ州の共和党員としてアメリカ合衆国議会の下院議員と上院議員を務め、ジェームズ・ガーフィールド大統領とチェスター・アーサー大統領の下で第33代財務長官を、ベンジャミン・ハリソン大統領の下で第39代財務長官を務めた。20世紀後半に活躍したアメリカ合衆国の俳優ウィリアム・ウィンダムの曽祖父でもある。

## 生涯

### 青年期
1827年、ウィンダムはオハイオ州ベルモント郡において、ヒゼキア・ウィンダムとメアリー・ウィンダムの息子として誕生した。ウィンダムはオハイオ州マウントバーノンのマーティンズバーグ学園で法学を学び、1850年に弁護士としての認可を受けた。ウィンダムはマウントバーノンで弁護士活動を行い、同州ノックス郡の検察官に採用された。1855年、ウィンダムはミネソタ州ウィノナに転居し、弁護士業を開業した。翌1856年にはエレン・タウン・ハッチと結婚し、後に3人の子供を儲けた。

### 議会議員時代
1859年、ウィンダムはミネソタ州で共和党からアメリカ合衆国下院議員に立候補し、当選を果たした。ウィンダムは1869年まで下院議員を務め、急進的な共和党員としてエイブラハム・リンカーン大統領を強烈に支持し、またインド情勢に強い関心を示した。

### ガーフィールド政権時代
1881年3月8日、ウィンダムはジェームズ・ガーフィールド大統領の下、財務長官に就任した。ウィンダムは同年11月13日にわずか8ヵ月で財務長官を辞任したが、ウィンダムの聡明さや誠実さ、そして実行力は、政府内に強烈な印象を残した。ウィンダムが財務長官に就任した当初、政府は巨大な負債を抱えており、利息の支払いに大きな負担を強いられた。前任のジョン・シャーマンが敢行した財政改革によって政府の財政危機は緩和されていたが、危険な状況を脱却するには至っていなかった。ウィンダムは国庫借入金の返済に重点を絞り、その一方で利率の引き下げに奔走した。
ウィンダムは新たな債券を発行するためにジェイムズ・ブレイン国務長官が議会に提出した計画に反対し、国家財政の問題は議会の関与なしに解決可能であるとガーフィールド大統領に提言した。ウィンダムは銀行に対して利率の低い国債の購入を促し、古い国債からの切り替えを勧めた。このウィンダムの政策に要した費用はわずかに1万ドルであったが、利子の支払いを軽減することによって連邦政府の歳出を1000万ドル削減することに成功した。

### アーサー政権時代
1881年9月19日、ウィンダムはガーフィールド大統領が暗殺されたことを機に、財務長官を辞任することを決断した。ウィンダムは大統領に昇任したチェスター・アーサー副大統領の下で2ヵ月を過ごした後、アメリカ合衆国上院に再選を果たした。しかしながら翌1882年、ウィンダムは上院議員選挙で敗れたため、1883年3月3日に上院議員を任期満了で退任すると、ニューヨーク市に転居し弁護士としての活動を再開した。

### ハリソン政権時代
1889年3月7日、ウィンダムはベンジャミン・ハリソン大統領によって再び財務長官に任命された。ウィンダムは一般市場における銀の売買を許可する計画を提案した。この提案は1890年にシャーマン銀購入法として制定され、同時に銀貨の流通も認められた。また高い関税を支持し、銀の問題で譲歩することで議会の協力を獲得し、マッキンレー関税法を通過させた。
1891年、ウィンダムはニューヨーク商品取引所において愛国的な演説を行った。しかしながらその直後、ウィンダムは床に崩れ落ちた。人々がウィンダムの傍に駆け寄ったときには、ウィンダムの心臓は停止していた。ウィンダムの遺体はワシントンD.C.のロック・クリーク墓地に埋葬された。
ウィンダムの業績を称えて、1891年から1896年まで、アメリカ合衆国ではウィンダムの肖像画が描かれた2ドルの銀証券が使用された。またウィンダムの名は密輸監視艇ウィンダムに付けられた。